# Совет по изучению производительных сил
Сове́т по изуче́нию производи́тельных сил (СОПС) — научно-исследовательское учреждение при АН СССР (1930—1960), Госплане СССР (1960—1992), впоследствии при Министерстве экономического развития России по проблемам размещения производительных сил и региональной экономике.

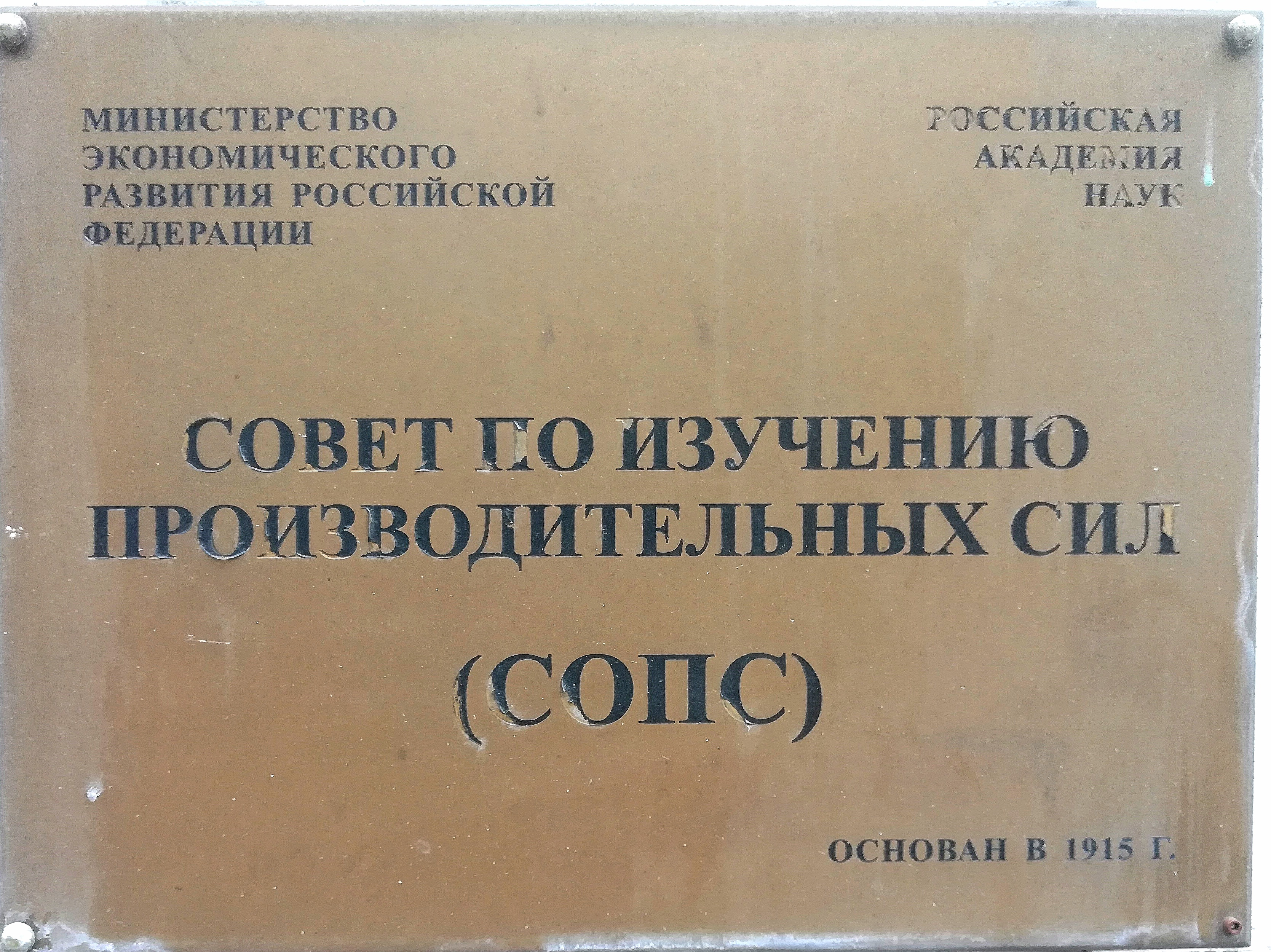

Современное официальное название Федеральное государственное бюджетное научно-исследовательское учреждение «Совет по изучению производительных сил».
Совет по изучению производительных сил был создан в 1930 году в составе АН СССР, на базе Комиссии по изучению естественных производительных сил страны (КЕПС), организованной во время Первой мировой войны, в 1915 году, при Императорской Санкт-Петербургской академии наук для изучения природных ресурсов страны и Комиссии экспедиционных исследований АН СССР (существовавшей в 1928—1930 годах)

## История

### Комиссия по изучению естественных производительных сил

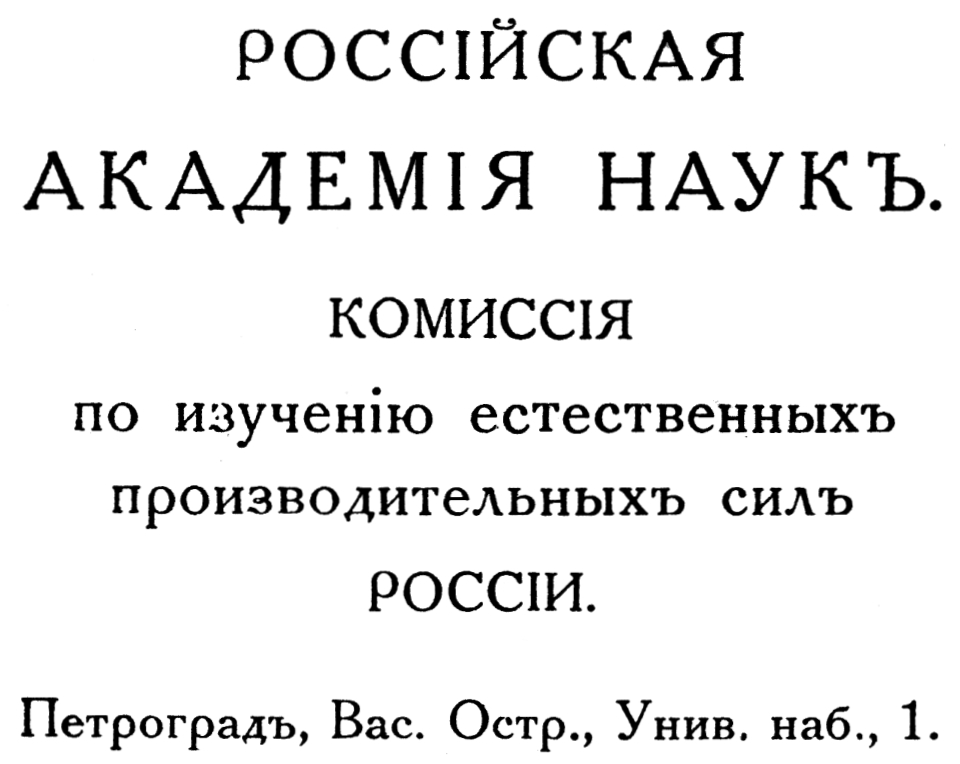
Бланк КЕПС, 1917 г.

#### 1915—1917
С началом Первой мировой войны выяснилось, что в Российской империи не было точных данных о стратегическом сырье, необходимом для производства современных вооружений (вольфрам, молибден, серный колчедан, сера, свинец, селитра и др.). Академик В. И. Вернадский отмечал, что «лишь 31 из 61 необходимого экономике химического элемента добывается и производится в России». Требовалось свести имеющиеся разрозненные данные, а по недостающим провести изыскания. Для выполнения этих задач 21 января 1915 года на заседании Физико-математического отделения Императорской Санкт-Петербургской Академии Наук В. И. Вернадский выступил с заявлением о необходимости создания Комиссии по изучению естественных производительных сил России (КЕПС). Заявление поддержали также академики Н. И. Андрусов, Б. Б. Голицын, А. П. Карпинский и Н. С. Курнаков.

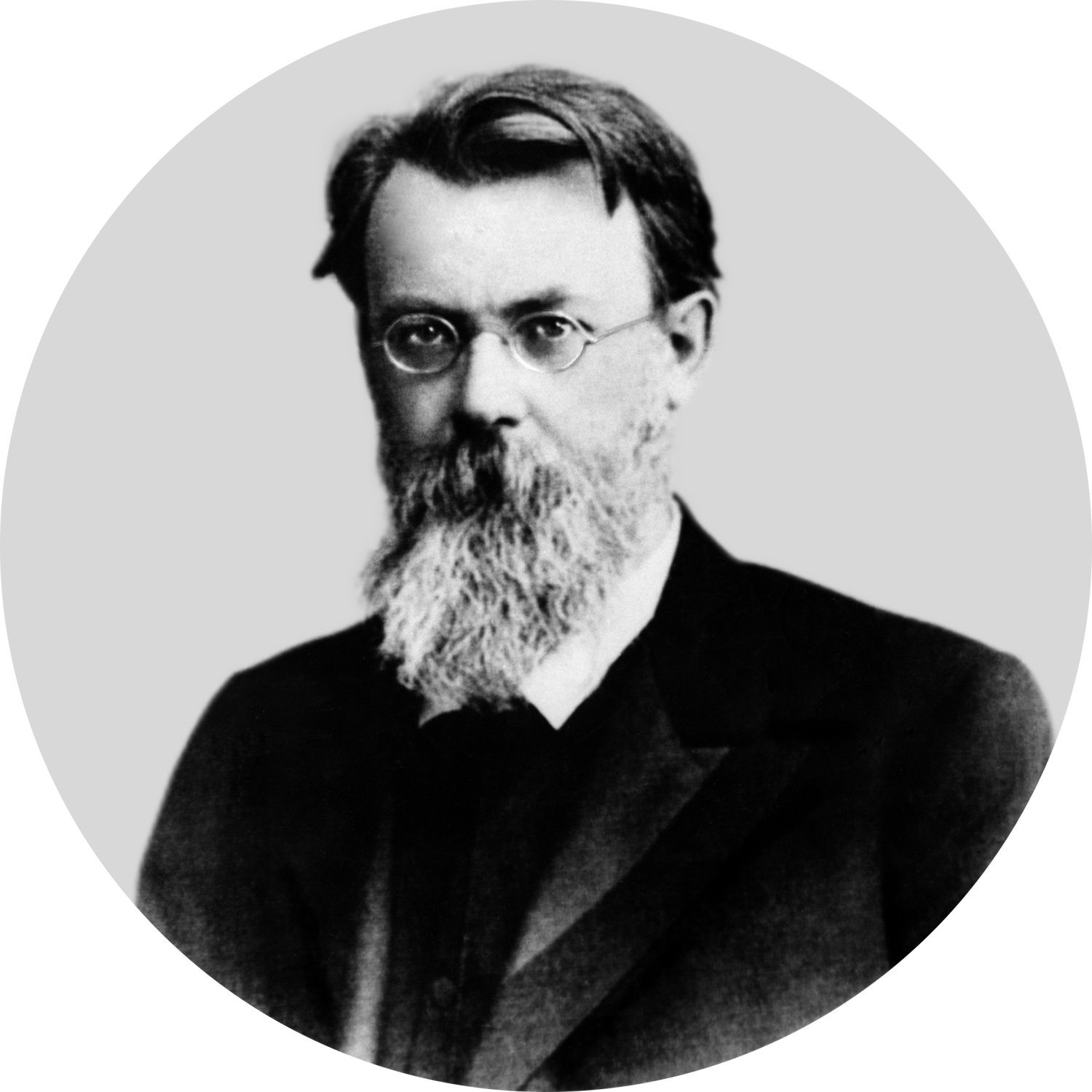
В. И. Вернадский — председатель КЕПС (1915—1930)

Согласно В. И. Вернадскому, под естественными производительными силами следовало понимать:
1. силы, связанные с произведениями живой природы — плодородие почвы, лесные богатства, животный мир, продукты растительности, рыбные богатства и т. д.;
2. разнообразные источники энергии — силы водопадов, рек, ветра, природных газов, морских приливов и отливов и другие проявления динамических процессов на поверхности земли;
3. природные ресурсы, сосредоточенные в подземных недрах, руды металлов и металлоидов, горючие газы, минеральные источники, нефть, каменные угли, подземные воды и т. п.[5]

Первое расширенное заседание КЕПС состоялось 11 октября 1915 года, число его участников достигло 56. На заседании тайным голосованием председателем Комиссии был избран В. И. Вернадский, товарищами председателя — Б. Б. Голицын и Н. С. Курнаков. В состав совета Комиссии были избраны академики А. С. Фаминцын и П. И. Вальден, вице-директор департамента Министерства земледелия В. К. Бражников. Секретарями КЕПС стали А. Е. Ферсман и С. Ф. Жемчужный. В 1917 году в составе КЕПС насчитывалось уже 139 человек, представлявших 10 научных и научно-технических обществ и 5 министерств.
Для решения аналогичных задач в 1916 году при Национальной академии наук США был создан существующий до сих пор Национальный исследовательский совет.
К концу 1916 года КЕПС имела в своём составе:
- Редакционный комитет по изданию «Материалов для изучения естественных производительных сил России»;
- подкомиссии —
  - по изданию сборника «Естественные производительные силы России»,
  - по битумам,
  - по глинам и огнеупорным материалам,
  - по платине,
  - по солям[2].

Важным направлением работы Комиссии стали экспедиции, в 1916 году было совершено 14 поездок. По поручению Химического комитета (предс. В. Н. Ипатьев) при Главном артиллерийском управлении Военного министерства Н. С. Курнаков и С. Ф. Жемчужный выезжали в Крым для исследования солёных озёр перекопской группы. В целях проверки «старых указаний на нахождение боксита» В. И. Вернадский и А. Е. Ферсман выезжали в Томскую губернию. П. А. Земятченский осматривал месторождения огнеупорных материалов в Воронежской губернии, а Г. Г. Уразов побывал на Кавказе, где исследовал на йод озера и нефтяные воды. А. А. Твалчрелидзе занимался изучением полезных ископаемых в Кутаисской губернии. Полевые работы велись также в Новгородской, Екатеринославской и Олонецкой губерниях, в районе Кривого Рога, Гжельской волости, на Тамани и в других регионах.
Результаты работы КЕПС требовали закрепления в издательской деятельности. В 1915 году были изданы № 1 «Отчётов о деятельности КЕПС», протоколы заседаний от 2 и 12 мая 1915 года, записки В. И. Вернадского «Об изучении естественных производительных сил России», «О ближайших задачах Комиссии по изучению естественных производительных сил России» и записка А. С. Фаминцына «О первых мероприятиях по созданию КЕПС и перспективах её развития». В 1916 году опубликованы № 2-6 «Отчётов о деятельности КЕПС» и 13 очерков в серии «Материалы для изучения естественных производительных сил России». В девяти очерках освещались проблемы исследования и освоения минерально-сырьевых ресурсов, оставшиеся четыре были посвящены характеристике рыбного промысла и использованию растительных ресурсов. Русская торговая палата при посольстве в Париже предложила издать «Материалы…» на французском языке, однако реализовать эту идею не удалось.

#### 1918—1930
В середине марта 1918 года Совнарком и Наркомпрос запросили Академию наук, какую роль в решении научных задач социалистического строительства могла бы сыграть Академия и особенно КЕПС. 24 марта совет Комиссии сообщил президенту АН А. П. Карпинскому о своей полной готовности начать работу по заданию правительства.
Наркомпрос утвердил Комиссии смету на сумму 780 тыс. рублей, ею предусматривалось создание 5 больших научных коллегий и 2 новых научных институтов — Института физико-химического анализа и Института по изучению платины и других благородных металлов (сегодня объединены в Институт общей и неорганической химии имени Н. С. Курнакова РАН). В то же время уже к концу апреля 1918 года КЕПС насчитывала вместо запланированных пяти коллегий 15 отделов: по изучению почвы; по изучению сельскохозяйственных районов России; по промысловым животным; по обследованию положения животноводства; по минеральным водам; по белому углю; по платине; по солям; по глинам; по стройматериалам; по мелким ископаемым; по редким металлам; по исследованию Севера; по вопросам статистического обследования России; по картографической съёмке России. До конца года в составе Комиссии появилось в общей сложности 20 отделов (и картографический склад).
Таким образом, после Октябрьской революции деятельность Комиссии существенно расширилась. Было завершено издание сборника «Естественные производительные силы России», в который вошли следующие тома: том I «Ветер как двигательная сила» (1919 год), том II «Белый уголь» (1921—1923 годы), том III «Артезианские воды», том IV «Полезные ископаемые» (1917—1919 годы), том V «Растительный мир» (1917—1923 годы), том VI «Животный мир» (1919 год). Несмотря на условия Гражданской войны, КЕПС продолжала экспедиционную деятельность. Экспедиции 1918 года положили начало планомерному изучению Курской магнитной аномалии, а с экспедиции 1920 года началось исследование Кольского полуострова и Хибинского месторождения апатита.
18 декабря 1918 года В. И. Вернадский представил на общем собрании КЕПС обобщённый программный доклад о создании сети научно-исследовательских институтов как государственных учреждений. Уже в следующем году Комиссия организовала Государственный гидрологический институт, в 1922 году на базе радиевого отдела начал действовать Радиевый институт, отдел энергетики дал начало в 1930 году Энергетическому институту (ЭНИНу), из сапропелевого отдела в 1934 году вырос Институт горючих ископаемых. Всего на базе отделов КЕПС возникло 14 НИИ, 3 лаборатории и музей, этот процесс продлился до 1938 года.
Главным императивом деятельности КЕПС стали участие в разработке плана ГОЭЛРО и плана I пятилетки. Исследования, положенные в основу плана ГОЭЛРО, проводил образованный в 1916 году отдел энергетики КЕПС, превратившийся впоследствии в Энергетический институт АН СССР.

### Совет по изучению производительных сил

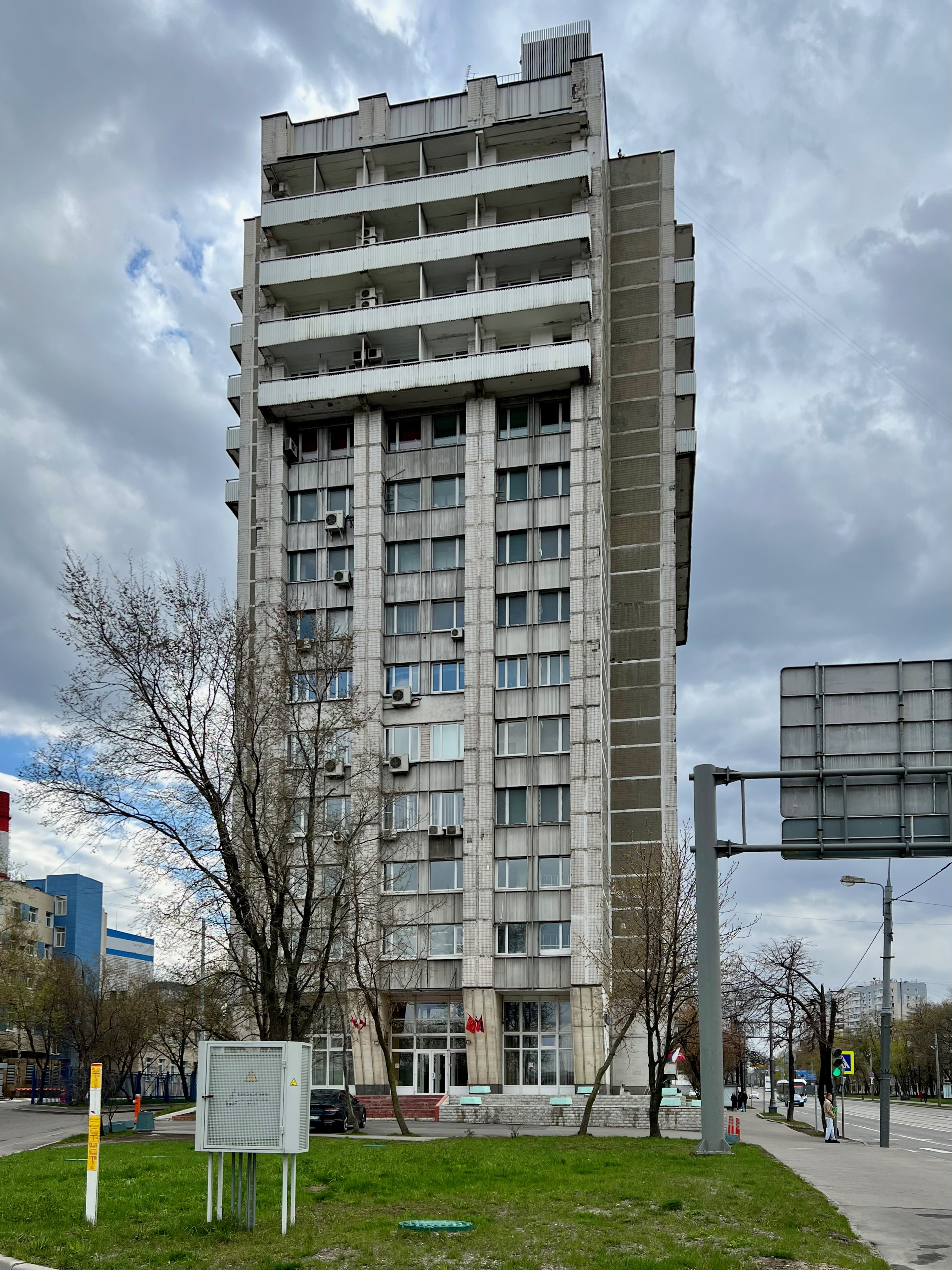
Здание СОПС

После выступления В. И. Вернадского 6 марта 1929 года на заседании Технической группы Академии наук СССР было решено учредить Подкомиссию по реорганизации КЕПС. Один из членов КЕПС Д. И. Щербаков представил доклад «О едином научном Совете по производительным силам» (СОПС). Ускоренная индустриализация страны требовала наращивания природно-ресурсного потенциала.
В апреле 1930 года Сессия Академии наук осуществила слияние КЕПС со сходными по профилю академическими организациями:
- Особый комитет по исследованию союзных и автономных республик (ОКИСАР)
- Комиссия экспедиционных исследований (КЭИ)[5].

1941—1960 — СОПС проводит работы, целью которых являлась мобилизация ресурсов восточных районов для нужд народного хозяйства в Великую Отечественную войну, послевоенного восстановления и развития экономики;
1960—1991 — СОПС переходит в систему Госплана СССР, с приданием функций головной организации в территориально-экономических исследованиях, разрабатывает Генеральные схемы развития и размещения производительных сил и связанных с ней предплановых материалов;
1992—1997 — СОПС преобразуется в Совет по размещению производительных сил и экономическому сотрудничеству — СОПС и ЭС Министерства экономики РФ и Госкомитета РФ по экономическому сотрудничеству с государствами — членами СНГ с сохранением ведущей роли в разработке региональных программ социально-экономического развития;
1997 — реорганизация СОПС путём объединения Совета по размещению производительных сил и экономическому сотрудничеству — СОПС и ЭС Министерства экономики РФ и Министерства РФ по экономическому сотрудничеству с государствами-членами СНГ и Комиссии по изучению производительных сил и природных ресурсов Российской академии наук (КЕПС), вновь созданной в 1967 г. при Президиуме АН СССР.
Практически СОПС представлял собой прикладную деятельность Академии наук: в 1930—1950-х годах Совет организовывал одновременно около 100 комплексных научных экспедиций по мобилизации ресурсов страны, совершенствованию размещения производительных сил и приведению энергетики регионов в соответствие с запросами оборонной промышленности.
С 1960-х годов характер деятельности СОПС изменился, что было связано с передачей его из системы Академии наук в Госэкономсовет СССР (позже Госплан СССР). Были подготовлены предложения о разработке научно-обоснованных схем развития и размещения отраслей промышленности, а также территориальных схем. Позднее в перечень основных проблем генеральной перспективы вошла и разработка Генеральных схем размещения производительных сил.
После распада СССР российское отделение СОПС было преобразовано в Государственное научно-исследовательское учреждение «Совет по изучению производительных сил» при Российской Академии Наук и Министерстве экономического развития РФ, благодаря чему министерские и прочие программы реализуются достаточно успешно.
Успешность работы СОПС заключается в следующих особенностях:
1. Умение планировать на уровне «территориально-производственный комплекс — регион — страна».
2. Комплексное использование природных ресурсов.
3. Производственные цепочки выстраиваются в энерго-производственные циклы, объединяющие десятки предприятий (организационный аналог — холдинги, научный — кластеры).
4. Привлечение к исследованиям ученых разных специальностей, что дает более эффективный результат за счет комплексного решения проблемы.

Подчинённость СОПС
- 1930—1960 — Академия наук СССР
- 1960—1962 — при Госэкономсовете при Совете Министров СССР (АН СССР осуществляла научно-методическое руководство)
- 1962—1991 — при Госплане СССР
- 1991—1991 — в ведении Министерства экономики и прогнозирования СССР
- Указом Президента Российской Федерации от 11 июня 1992 г. № 616 СОПС преобразован в Совет по размещению производительных сил и экономическому сотрудничеству (СОПСиЭС). Подчинен Министерству экономики Российской Федерации.

С 2016 года происходит реорганизация СОПС путём объединения Совета и Всероссийской академии внешней торговли Минэкономразвития РФ.

### Учреждения, возникшие на базе КЕПС/СОПС
- 1919 — Государственный гидрологический институт
- 1922 — Радиевый институт им. В. Г. Хлопина
- 1927 — Почвенный институт имени В. В. Докучаева
- 1929 — Комиссия по изучению вечной мерзлоты
- 1930 — Энергетический институт
- 1934 — Институт горючих ископаемых

## Руководство
Председатели КЕПС:
- 1915—1930 — Вернадский, Владимир Иванович

Председатели СОПС по году назначения:
- 1930 — Губкин, Иван Михайлович
- 1936 — Комаров, Владимир Леонтьевич
- 1946 — Шевяков, Лев Дмитриевич
- 1949 — В. С. Немчинов
- 1964 — Некрасов, Николай Николаевич (и. о. 1964—1966)
- 1979 — Шилин, Иван Григорьевич (и. о)
- 1982 — Можин, Владимир Потапович
- 1986 — Козлов, Леонард Александрович
- 1992 — Гранберг, Александр Григорьевич
- 2011 — Фетисов, Глеб Геннадьевич
- 2014 — Разбегин, Виктор Николаевич (и. о.)
- 2014 — Ситнин, Алексей Всеволодович (и. о.)
- 2015 — Шнайдер, Александр Григорьевич (и. о.)
- 2016 — Васильев, Максим Владимирович (и. о.)
- 2016 — Идрисов, Георгий Искандерович
- 2018 — Землянский, Дмитрий Юрьевич[10]

## Экспедиции
Экспедиции организованные КЕПС / СОПС:
- 1918—1919 — Изучение тихвинских бокситов
- 1918—1925 — Изучение соликамских калийных солей
- 1918—1923 — Огнеупорные фарфоро-фаянсовые глины и электроизоляторы
- 1920 — Хибинские апатиты
- 1921—1927 — Изучение солей залива Кара-Богаз-Гол
- 1921—1929 Северные экспедиции КЕПС
- 1924—1928 Северо-Уральская экспедиция
- 1925 — Региональные исследования Киргизии
- 1925—1929 — Каракумская сера
- 1925—1930 — Якутская экспедиция
- 1926—1928 — Гыданская экспедиция
- 1926—1927 Геологические исследования Казахстана
- 1926—1929 Тувинская геологическая экспедиция
- 1927 — Чувашская экспедиция
- 1927—1930 — Геологическое исследование района строительства Турксиба
- 1927—1930 — Закавказская экспедиция
- 1928 — Башкирская геологическая экспедиция
- 1928 — Памирская экспедиция
- 1929—1930 — Колымско-Индигирская экспедиция
- 1932—1934 — Северо-Уральская кварцевая экспедиция с Петрографическим институтом
- 1931—1935 — Кольская комплексная экспедиция
- 1933—1934 — Башкирская комплексная экспедиция
- 1933—1934 — Южно-Уральские экспедиции
- 1933—1934 — Дальневосточная комплексная экспедиция
- 1934—1937 — Камчатская комплексная экспедиция
- 1928—1933 — Таджикская комплексная экспедиция
- 1934—1936 — Таджикско-Памирская экспедиция
- 1931—1937 — Ойротская комплексная экспедиция
- 1939—1950 — Центрально-Казахстанская комплексная экспедиция
- 1939—1950 — Кулундинская экспедиция
- 1939—1950 — Киргизская экспедиция
- 1939—1950 — Забайкальская экспедиция
- 1939—1950 — Комплексная экспедиция по изучению равнины европейской части СССР
- 1939—1950 — Кавказская комплексная экспедиция[12]
- 1939—1945 — Уральская комплексная экспедиция
- 1947—1953 — Арало-Каспийская экспедиция в бассейне Сырдарьи и Амударьи по орошаемому земледелию
- 1951—1954 — Тувинская комплексная экспедиция
- 1955—1959 — Проблемы Красноярской комплексной экспедиции
- 1955—1959 — Забайкальская комплексная экспедиция
- 1951—1955 — Бурят-Монгольская комплексная экспедиция
- 1950—1956 — Якутская комплексная экспедиция с Якутским филиалом АН СССР
- 1955—1959 — Северо-Восточная экономическая экспедиция
- 1947—1954 — Дальневосточная экспедиция
- 2011—2012 — Арктические экспедиции СОПС

## Современные направления работы
- Региональная экономика и территориальная организация народного хозяйства
- Разработка генеральных схем развития и размещения производительных сил СССР на перспективные периоды.
- Концепции долгосрочного социально-экономического развития Российской Федерации.
- Концепция инвестиционного мега-проекта «Урал Промышленный — Урал Полярный».
- Модель Стратегии долговременного развития российского морепользования.
- Территориальные особенности взаимодействия России со странами СНГ.
- Реформирование системы государственного регулирования пространственного развития. Федеральная и субфедеральная региональная политика.
- Моделирование пространственного социально-экономического развития Российской Федерации, разработка прогнозов социально-экономического развития в разрезе макрорегионов страны